# ビビットスカイブルー
ビビットスカイブルー（Vivid sky blue）とは、シアンやディープスカイブルーに近い色で純色の一種。

## 近似色
- シアン
- ディープスカイブルー